# Tirion
Tirion (Kôr v zgodnji Tolkienovi mitologiji) je vilinsko mesto v Valinorju, zgrajeno na hribu Túna. Sprva so v Tirionu živeli vilini Vanjar in Noldor, vendar so se pozneje Vanjar preselili pod Manwëjevo bivališče v Taniquetil.